# Robbie Williams (Snookerspieler)
Robbie Williams (* 28. Dezember 1986 in Wallasey, Merseyside) ist ein englischer Snookerspieler von The Wirral. Seit 2012 spielt er auf der Profitour.

## Karriere

### Jugend- und Amateurjahre
Robbie Williams begann mit 10 Jahren mit dem Snookerspielen. Er machte schon in der Jugend auf sich aufmerksam, er gewann unter anderem den U-15-Wettbewerb der Region Merseyside und erreichte in der Altersklasse U-18 bei der englischen Juniorenmeisterschaft das Halbfinale. Um den Sprung zu den Profis auf die Main Tour zu schaffen, nahm Williams zwischen 2005 und 2010 an den Turnieren der Pontin’s International Open Series teil. In den Jahren 2007 bis 2010 zog er jeweils einmal bei einem der PIOS-Einzelturnier ins Viertelfinale ein. Er scheiterte jeweils gegen die späteren Profispieler Matthew Couch, Kurt Maflin bzw. Liam Highfield (2×). In der Saison 2009/10 erzielte er mit dem 14. Platz der Gesamtrangliste sein bestes Saisonergebnis. 2008 nahm er an der Pontins-Pro-Am-Serie teil und schaffte es bei seinem ersten Auftritt ins Finale, das er 1:4 gegen Stuart Bingham verlor. Zuvor hatte er Profis wie Dave Harold, Joe Swail und Ricky Walden besiegt. Im Jahr darauf schlug er im Rahmen der Serie Bingham mit 5:0 und erreichte ein Halbfinale. Im Halbfinale stand er auch bei der offenen englischen Meisterschaft (Paul Hunter English Open Championship), bei der er sich gegen weitere Profis durchsetzte. 2010 erreichte er dort das Finale und holte sich mit einem 6:4 über Stephen Craigie den Titel.
In der Saison 2010/11 löste die Q School die PIOS-Serie als Qualifikationsturnierserie für Amateure ab: Williams scheiterte 2011 einmal in der ersten Runde und zweimal im Achtelfinale (u. a. gegen den späteren Sieger David Gilbert) seiner Gruppe. Auch in den Pro-Am-Turnieren der neu eingeführten Players Tour Championship der Spielzeiten 2010/11 und 2011/12 versuchte sich Williams mit den Profispielern der Main Tour zu messen. Sein bestes Ergebnis erzielte er beim ersten Event 2011/12, als er nach Siegen unter anderem über Peter Ebdon und Allister Carter erst im Achtelfinale an Graeme Dott scheiterte.

### Qualifikation für die Main Tour und erste Profijahre
2012 gewann er im dritten Turnier seine Gruppe im Entscheidungsspiel mit 4:3 gegen Mitchell Mann und erhielt somit ein 2-Jahres-Tourticket für die Saison 2012/13 und 2013/14. Bereits im ersten Jahr konnte er viele Punkte sammeln. Bei drei der fünf Turniere in China erreichte er die dritte Qualifikationsrunde und bei den PTC-Turnieren verlor er nur einmal sein Auftaktmatch und erreichte beim Paul Hunter Classic das Achtelfinale. Richtig erfolgreich verlief dann die folgende Saison: Erst erreichte er beim Ruhr Open mit dem Halbfinaleinzug sein bestes PTC-Ergebnis, dann folgte bei den Indian Open auch bei einem vollwertigen Ranglistenturnier das Halbfinale unter anderem mit Siegen über Shaun Murphy und Anthony McGill. Schließlich überstand er auch bei der Weltmeisterschaft 2014 alle vier Qualifikationsrunden. Das letzte Spiel am „Judgement Day“ gegen Fergal O’Brien stand 9:9 und 58:58 im Entscheidungsframe und Williams gewann erst mit dem Lochen der Re-spotted black. Damit spielte er erstmals das Hauptturnier im Crucible Theatre, wo er allerdings das erste Match gegen Neil Robertson klar mit 2:10 verlor. In der Weltrangliste sprang er damit aber auf Platz 62 und qualifizierte sich damit direkt für ein weiteres Profijahr.
Während der folgenden Saison sammelte Williams weitere Punkte, mit dem Achtelfinale bei den Bulgarian Open 2014 als Höhepunkt, und schob sich damit zwischenzeitlich bis auf Platz 49 vor. Bei der Weltmeisterschaft erreichte er außerdem zum zweiten Mal in Folge das Hauptturnier und konnte bis zum 6:6 mit dem späteren Weltmeister Stuart Bingham mithalten, bevor er 7:10 verlor. Zu Beginn der Saison 2015/16 konnte er erneut punkten und erreichte unter anderem beim Paul Hunter Classic erneut das Achtelfinale. Bei der UK Championship schlug er den Weltranglisten-10. Joe Perry und kam in Runde 3. Am Saisonende stand er aber erneut in der WM-Endrunde im Crucible am Tisch, nachdem er in einem umkämpften Match knapp mit 10:9 gegen Anthony Hamilton gewonnen hatte. Zum dritten Mal verpasste er aber den Achtelfinaleinzug, diesmal verlor er gegen Ricky Walden mit 8:10. Trotz der Erfolge erreichte er nicht ganz das Ergebnis der Saison 2013/14, die aus der Zweijahreswertung für die Weltrangliste herausfiel. Deshalb verlor er wieder etwas an Boden. 

### Auf und Ab in der Weltrangliste
In der Saison 2016/17 kam sowohl beim Paul Hunter Classic, als auch bei den Welsh Open ins Achtelfinale. Bei allen großen Turnieren sammelte er außerdem mit Siegen Punkte und konnte deshalb auch die Zweitrundenniederlage in der WM-Qualifikation verschmerzen. Bis auf Platz 48 stieg er wieder in diesem Jahr. Mit dem Achtelfinale beim Riga Masters 2017 hatte er einen guten Start in die nächste Saison. Nach ein paar durchwachsenen Ergebnissen gelang ihm dann bei der International Championship der Einzug ins Viertelfinale. Neben Joe Perry schlug er dabei auch den Weltranglisten-7. Neil Robertson. Es war bis dahin sein bestes Ergebnis bei einem der großen Ranglistenturniere und brachte ihm mit Platz 47 eine neue Höchstplatzierung. Zweimal kam er danach noch unter die Letzten 32, aber die erneute Zweitrundenniederlage bei der Weltmeisterschaft verhinderte einen weiteren Aufstieg. 2018/19 begann mit zwei Siegen aus 7 Turnieren eher enttäuschend. Erst mit den beiden Achtelfinalergebnissen in der Home Nations Series (Northern Ireland Open und Welsh Open) konnte er sich wieder stabilisieren. Trotzdem stand er lange auf Platz 64 und damit war seine Tourzugehörigkeit in Gefahr. Nur dank eines 6:5-Siegs gegen Judd Trump bei den China Open rettete er sich in die folgende Saison. Mit Trump hatte er immerhin den Spieler geschlagen, der anschließend neuer Weltmeister wurde. 
Das Bangen um den Profistatus bestimmte allerdings auch die nächste Saison. Am Anfang punktete er regelmäßig bei allen großen Turnieren, kam aber nicht über die zweite Runde hinaus. Dann erreichte er bei den Northern Ireland Open zum zweiten Mal in Folge das Achtelfinale. Ein Sieg über den Weltranglisten-6. John Higgins brachte ihn auch beim German Masters zu Beginn des Kalenderjahrs 2020 unter die letzten 16. Danach wurden aber die China Open wegen der COVID-19-Pandemie abgesagt und nach der zweiten Erstrundenniederlage seiner Karriere bei der WM blieb er am Saisonende ohne Punkte und rutschte doch noch auf Platz 65 ab. Damit endete die automatische Tourzugehörigkeit, allerdings waren die Ergebnisse in der Saison 2019/20 gut genug für eine ausreichende Platzierung in der Ein-Jahres-Wertung. Dadurch bekam er mit 33 Jahren ein neues Tourticket für die folgenden beiden Jahre.

### Tourneustart in den 2020er Jahren
Die Saison 2020/21 begann vielversprechend. In der Championship League blieb er ungeschlagen und verpasste die Zwischenrunde nur, weil Tian Pengfei ein höheres Break erzielt hatte als er. Beim European Masters schlug er ein weiteres Mal Joe Perry, Nummer 16 der Welt. Und bei den English Open gewann er sogar gegen den Weltranglisten-5. Mark Allen mit 4:0 und kam anschließend bis ins Viertelfinale. Noch zweimal erreichte er in dieser Spielzeit ein Achtelfinale: bei den Scottish Open und beim German Masters. Immer wieder zeigte er, dass er auch Top-32-Spieler wie Anthony McGill und Ali Carter schlagen konnte. Zwar verlor er fünfmal auch sein Auftaktspiel, trotzdem begann er das zweite Jahr aussichtsreich auf Platz 68 der Weltrangliste.

## Erfolge
Ranglistenturniere
- Halbfinale: Indian Open (2013)
- Viertelfinale: International Championship (2017), English Open (2020)
- Achtelfinale: Paul Hunter Classic (2016), Welsh Open (2017, 2019), Riga Masters (2017), Northern Ireland Open (2018, 2019), German Masters (2020, 2021), Scottish Open (2020)

Minor-Ranking-Turniere
- Halbfinale: Ruhr Open (2013)
- Achtelfinale: Players Tour Championship (2011 – Turnier 1), Paul Hunter Classic (2012, 2015), Bulgarian Open (2014),

Qualifikation für die Profitour
- Q School (2012 – Turnier 3)

Pro-Am-Turniere
- Sieger: Paul Hunter English Open Championship (2010)[6]
- Finale: Pontins Pro-Am (2008 – Turnier 2)